# Oe-Laca
Oe-Laca (Oelaca, Oelaka) ist eine osttimoresische Aldeia im Suco Deudet (Verwaltungsamt Lolotoe, Gemeinde Bobonaro). 2015 lebten in der Aldeia 248 Menschen.

## Geographie
Oe-Laca nimmt den Westen und das Zentrum des Sucos Deudet ein. Nördlich befindet sich die Aldeia Gole und östlich die Aldeia Bou-Tal. Im Westen grenzt Oe-Laca an den Suco Lontas, im Südwesten an das Verwaltungsamt Maucatar (Gemeinde Cova Lima) mit seinen Sucos Holpilat und Belecasac und im Nordosten an den Suco Opa. Der Ruiketan bildet den Grenzfluss zu Maucatar. Der Silac, sein Zufluss, markiert die Westgrenze zu Lontas. Durch den Nordosten von Oe-Laca fließt der Foura. Östlich des Foura liegt südwestlich des Berges Tulo (1285 m) das Dorf Deudet. Eine Piste führt in den Süden Oe-Lacas zum Dorf Oburo.

## Politik
2023 wurde Antero dos Reis zum Chefe de Aldeia gewählt.